# Menires de Padrão
Os Menires do Padrão são um conjunto de quinze menires, situados no concelho de Vila do Bispo, na região do Algarve, em Portugal.

## Descrição e história
O grupo é composto por quinze menires, formando originalmente um cromeleque, que já foi destruído. Estão situados na zona de Padrão, nas imediações da Praia da Ingrina, a Sul da aldeia da Raposeira, e a cerca de um quilómetro de distância do vértice geodésico de Milrei, no sentido Sul. O exemplar principal, com o número 1, conhecido como Menir do Padrão, localiza-se junto à estrada entre a Raposeira e a Praia da Ingrina. Cada menir está instalado no cimo de colinas que permitem controlar a zona costeira em redor, até Sagres. Foram todos esculpidos em calcário de tons brancos, e apresentam formas cónicas, subcilíndricas, ovaladas ou paralelepipédicas, tendo alturas muito variadas, entre os 0,65 e 3 m de altura. Alguns dos menires possuem elementos decorativos, compostos por covinhas e cordões. O Menir de Padrão é o único que está erguido, enquanto que todos os outros estão tombados, e alguns fragmentados.
O nono menir é um dos que estão fragmentados, sendo de especial interesse porque se situa no topo de uma estrutura em pedra de forma subcircular, com cerca de 5 m de diâmetro, e que é formada por blocos de calcário, arenito e grauvaque. Nesta local foi recolhido um grande número de peças, que inclui partes de dormentes, moventes, percurtores, lascas de sílex e restos de recipientes em cerâmica do período pré-histórico. Também foi descoberto um possível depósito intencional, que incluía um vaso em cerâmica, um dormente, um movente, e conchas de berbigão e de lapas. Na zona dos menires 1 e 2, foi encontrada uma área com rico espólio, incluindo uma estrutura de combustão e um empedrado do período Neolítico antigo, materais construtivos de cronologias romana e tardo-romana, e uma necrópole utilizada durante as épocas visigótica e islâmica. A zona sepulcral é de especial interesse do ponto de vista arqueológico, porque combina correntes arquitectónicas e espólio, especialmente o ligado os rituais, demonstrando a fusão entre as práticas cristãs do período romano e visigóticas. Além disso, as datações absolutas do espólio permitem identificar uma continuidade de ocupação e a sua incorporação nas comunidades moçárabes. No local também foram descobertos vários fragmentos de cerâmica, vestígios faunísticos, e no interior das sepulturas femininas foi recolhido um brinco e contas em pasta vítrea.
O Menir de Padrão é considerado como o mais importante de todos os monumentos megalíticos no concelho de Vila do Bispo, e um símbolo da pré-história no território. Está decorado com um anel em relevo na zona do topo, símbolo que também foi encontrado noutros menires na região.
Os menires foram instalados provavelmente durante o período neo-calcolítico. Os menires foram identificados por Eduardo Prescott Vicente e Adolfo Silveira Martins, tendo posteriormente sido feitas escavações no local por Mário Vieira Gomes. O principal exemplar foi reerguido em 1984, após terem sido feitas escavações arqueológicas no local. Em 1994 foram feitas novas pesquisas arqueológicas, durante as quais foram encontrados os vestígios de uma antiga povoação que teria sido habitada cerca de 4500 anos a.C., durante o período neolítico, pelo que o menir poderá ser um dos mais antigos no ocidente da Europa. Também foram descobertas várias sepulturas das épocas tardo-romana e medieval, que provavelmente terão sido instaladas ali devido à presença dos monumentos pré-históricos. Nas imediações existem outros monumentos pré-históricos, como os de Menires de Milrei e o Menir de Aspradantes. Em 6 de Julho de 1983, o Ministério da Cultura emitiu um despacho sobre a classificação em conjunto dos menires de Milrei e do Padrão, na sequência um parecer da Comissão Nacional Provisória de Arqueologia, mas este processo acabou por caducar sem ser concluído. Em Setembro de 2010, a Directora Regional de Cultura do Algarve, Dália Paulo, anunciou que tinha intenção de terminar os processos de classificação para os vários imóveis da região que já tinham sido homologados como de Interesse Público ou nacional, faltando apenas o parecer final do Instituto de Gestão do Património Arquitectónico e Arqueológico, e a sua publicação em Diário da República. Entre os vários monumentos que iriam beneficiar da classificação definitiva estavam os menires de Milrei, medida que foi aplaudida pelo autarca de Vila do Bispo, Adelino Soares, que anunciou a intenção de criar um roteiro turístico temático do megalitismo no concelho.
Em 7 de Julho de 2025, os menires do Padrão foram alvo de uma visita guiada, organizada pelo Museu Municipal de Vila do Bispo como parte das comemorações do 37.º aniversário do Parque Natural do Sudoeste Alentejano e Costa Vicentina.

## Leitura recomendada
- VICENTE, Eduardo Prescott; MARTINS, Adolfo António da Silveira (1979). «Menires de Portugal». Ethnos (8). Lisboa. p. 107-138
- Vilas e Aldeias do Algarve Rural 2ª ed. Faro: Globalgarve/Alcance/In Loco/Vicentina. 2003. 171 páginas. ISBN 972-8152-27-2